# Paul Gerhardt (Komponist)

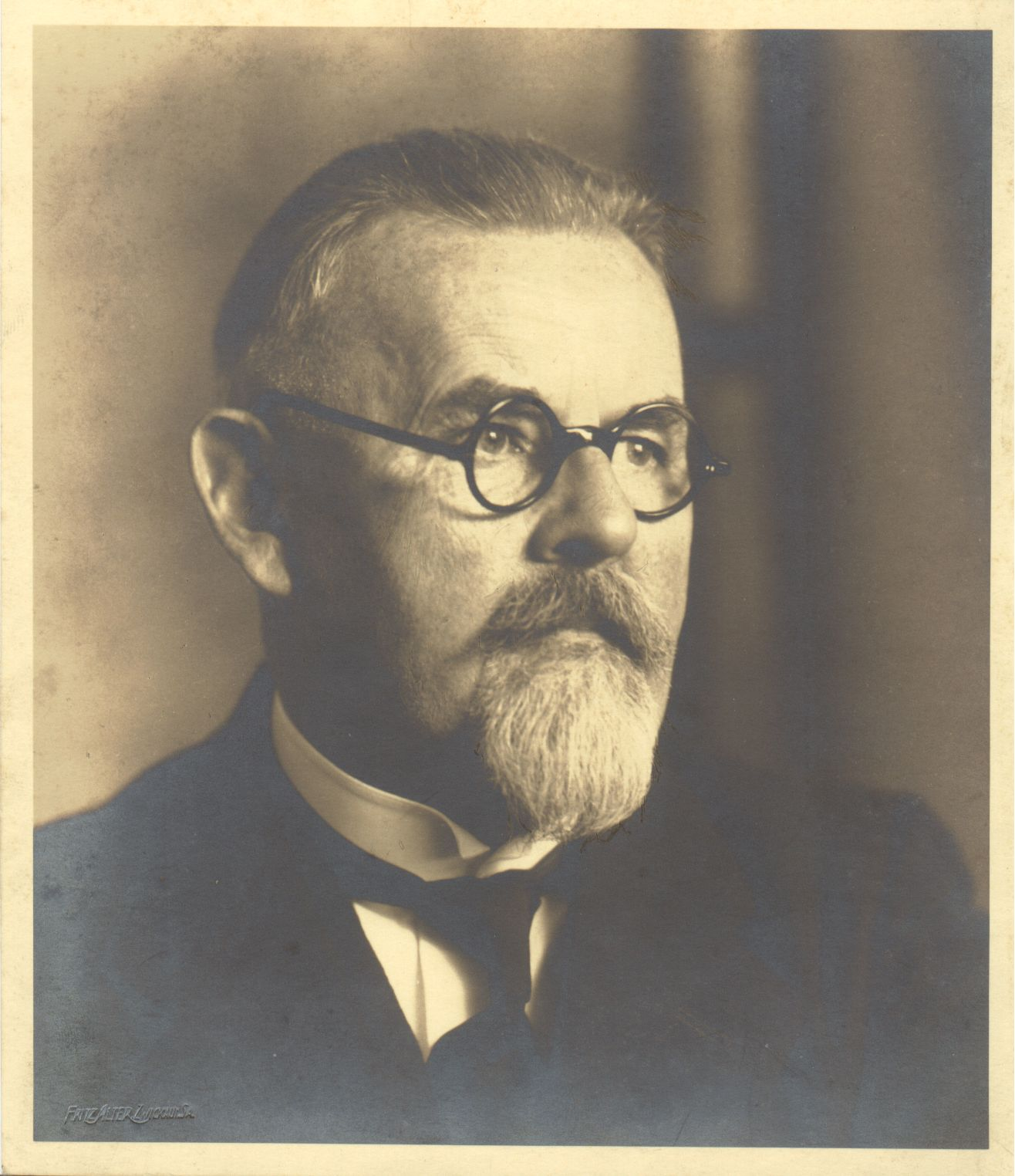
Paul Gerhardt (1935)

Paul Friedrich Ernst Gerhardt (* 10. November 1867 in Leipzig; † 23. September 1946 in Oberhohndorf) war ein deutscher Komponist und Organist, der hauptsächlich in Leipzig und in Zwickau wirkte.

## Leben und Wirken

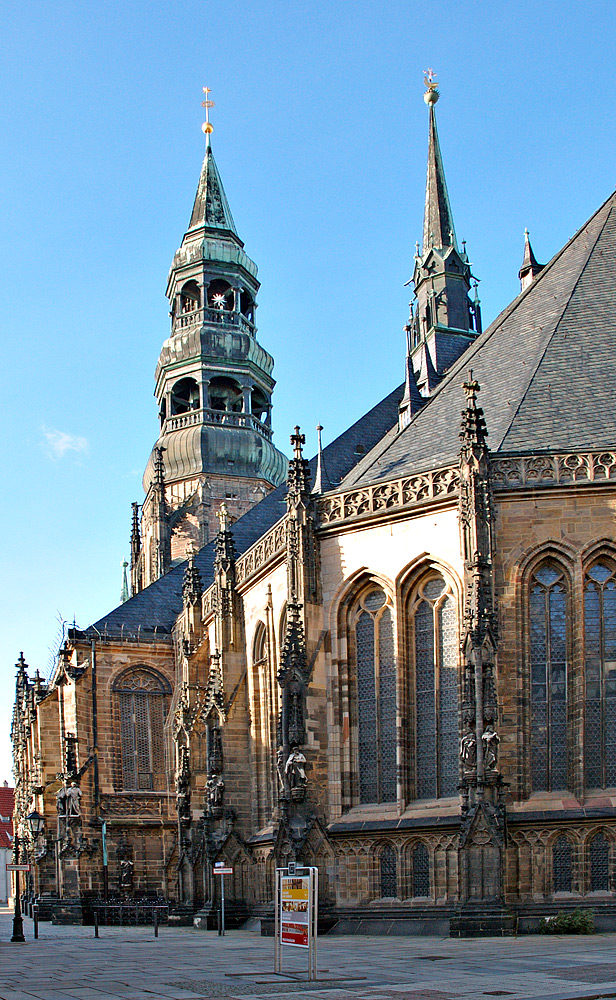
St. Marien Zwickau (2005)

Paul Gerhardt, Sohn eines Kaufmanns, studierte auf Empfehlung von Carl Reinecke am Conservatorium der Musik Leipzig, seine Lehrer waren für Klavier Adolf Ruthardt, für Musiktheorie und Komposition Carl Reinecke und Liszt-Schüler Salomon Jadassohn sowie für Orgel Joseph Maria Homeyer oder Paul Homeyer. Musikwissenschaftliche Studien an der Universität Leipzig hatte er bei Hermann Kretzschmar. Der Weg zur Berliner Akademie für Tonkunst blieb ihm aufgrund der wenig wohlwollenden Einschätzung von Heinrich von Herzogenberg verwehrt.
1893 wurde Paul Gerhardt Organist der Heilandskirche Leipzig-Plagwitz. Es entstanden erste Kompositionen. 1898 wurde er Organist der Kirche St. Marien in Zwickau, die die damals größte Kirchenorgel Sachsens hatte. Er war als Organist, Musikerzieher, Komponist und Orgelsachverständiger tätig. Gerhardt war bekannt für seine außergewöhnliche Spieltechnik als Orgelvirtuose. Seine Bewerbung als Thomasorganist scheiterte knapp, die Entscheidung im Jahr 1903 fiel zugunsten von Karl Straube.
Paul Gerhardt gilt als einer der letzten spätromantischen Komponisten; er blieb seinem Stil trotz weitgehender Veränderungen seiner Zeit treu. Ebenso war er ein Verfechter des deutsch-romantischen Orgelbaus; die Ideen der Orgelbewegung lehnte er ab.
Als anspruchsvoll gelten seine Kompositionen als Ausdruck dramatischer Tonsprache, die für ihre Interpreten musikalisch wie technisch herausfordernd sind.

## Konzert-Organist
Neben rund 100 Orgelkonzerten in der Marienkirche Zwickau führte ihn sein Ruf als Orgelvirtuose auch nach Hamburg, Breslau, Chemnitz, Dresden, Gera, Halle, Merseburg, Naumburg, Magdeburg, Kaiserslautern, Mainz, Wiesbaden, München, Innsbruck und Leipzig.

## Klavierpädagoge
Zu den Schülern in seiner jahrzehntelangen Tätigkeit als Klavierlehrer gehörten Hans Schwarz, Heinrich Kluge, Max Maschner, Helmut Bräutigam, Gerhard Sättler, Fritz Rostosky und Gotthold Gocht (wohl Sohn von Hermann Gocht), der sich an seinen Lehrer Paul Gerhardt so erinnerte:
„Das Einzigartige und, ich möchte sagen, Verblüffende an diesem Unterricht empfand ich darin, daß er stets und überall größte Gründlichkeit und Genauigkeit mit größter innerer Lebendigkeit verbindet. Im Klavierunterricht wusste er die als trocken und langweilig gefürchtete und verschrieene technische Seite in einer für mich ungeahnten Weise von innen her zu verlebendigen und organisch in den Unterricht einzuschalten.“

## Chor-Engagement
Gerhardt leitete einigen Motetten und Konzerte des Thomanerchors Leipzig in dessen Zeit mit Thomaskantor Gustav Schreck. Er gründete den Volkschor Zwickau, den er bis 1927 führte.

## Orgelsachverständiger

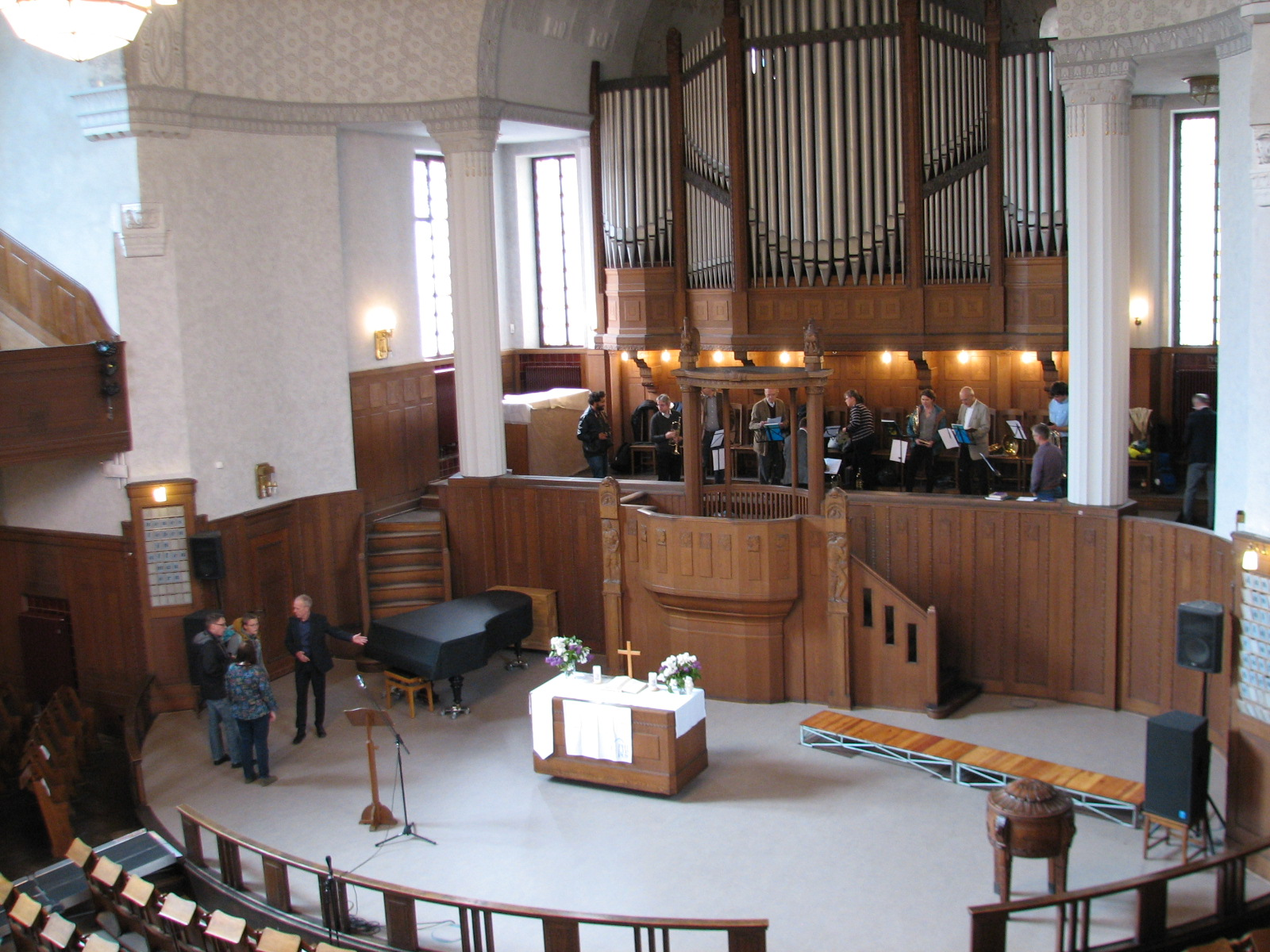
Orgel, Altar, Kanzel und Sänger-Empore kurz vor der Wiedereröffnung der Philippuskirche Leipzig am 3. Mai 2019

Als Sachverständiger hat Paul Gerhardt mitgewirkt an den Orgeln der Heilandskirche Plagwitz, Pauluskirche zu Zwickau-Marienthal, Lutherkirche zu Zwickau, Philippuskirche zu Leipzig-Lindenau, Marienkirche zu Zwickau, Stadtkirche zu Johanngeorgenstadt, Lukaskirche zu Zwickau-Planitz und Georgenkirche zu Glauchau.
Das bedeutendste Zeugnis von Paul Gerhardts Schaffen als Orgelsachverständiger ist die Jehmlich-Orgel der Philippuskirche Leipzig-Lindenau, deren Disposition er entwarf und deren Bau er betreute. Gerhardt konnte mit diesem Instrument sein Orgelideal verwirklichen. Das Instrument wurde umfassend restauriert und 2021 wieder eingeweiht.

## Ehrungen
- Der Titel Kirchenmusikdirektor wurde ihm 1917 verliehen. Gerhardt galt damals als einer der bestbesoldeten Organisten Deutschlands.
- Das April-Heft der „Zeitschrift für kirchenmusikalische Beamte“ von 1921 widmete sich ausschließlich seinem Leben und Wirken als Orgelvirtuose in Zwickau – als Beleg besonderer Anerkennung seitens der Fachwelt.
- Der Oberbürgermeister der Stadt Zwickau ehrte Paul Gerhardt anlässlich des 75. Geburtstags am 10. November 1942 für sein Lebenswerk, dessen größter Teil mit Zwickau verbunden war, mit einem Robert-Schumann-Preis[7]: „Als Musiker und Komponist sowie als Förderer Max Regers haben Sie sich in den langen Jahren Ihrer Tätigkeit in Zwickau besonders ausgezeichnet. Durch Ihr kompositorisches Schaffen ist Ihr Name in die deutsche Musikwelt hinausgetragen worden. Sie haben damit der Stadt Zwickau zu Ansehen verholfen und sich dadurch der Robert-Schumann-Stadt würdig erwiesen.“[8]

## Familie und Privates
Friedrich Ernst Paul Gerhardt kam vermutlich in der Südstraße 2 in Leipzig als Sohn des Buchhalters Friedrich Wilhelm Gerhardt zur Welt. Der Großvater mütterlicherseits soll mehrere Instrumente autodidaktisch erlernt haben. Über musikalisches Schaffen in der Familie Gerhardt ist, abgesehen von häufigen Konzertbesuchen, nichts bekannt. Den ersten Instrumentalunterricht erhielt er gemeinsam mit seiner zwei Jahre jüngeren Schwester im zehnten Lebensjahr.
Paul Gerhardt heiratete 1901 Olga Brehmer. Aus der zweiten Ehe mit Frau Elise stammten die Kinder Paul und Renate; Elise starb wenige Tage nach Renates Geburt. Drei Jahre später heiratete er Charlotte Streblow.
Er wurde auf dem Hauptfriedhof Zwickau beigesetzt. Sein Kollege Johannes Schanze sagte am Grab: „Streitbar, von ehrlicher Überzeugung durchdrungen, ging Paul Gerhardt unbeirrbar seinen Weg – eine herbe, von hohem sittlichen Ernst getragene Persönlichkeit. Nicht allein die Domgemeinde, sondern alle musikkulturell interessierten Kreise Zwickaus und des ganzen Sachsenlandes werden dem heimgegangenen Meister ein ehrendes Andenken bewahren.“